# 方東美寓所
方東美寓所，是位於臺灣臺北市中正區牯嶺街的國立臺灣大學教職宿舍，為方東美在1948年到1977年所居，今列歷史建築，以茶室作活化。

## 早期使用

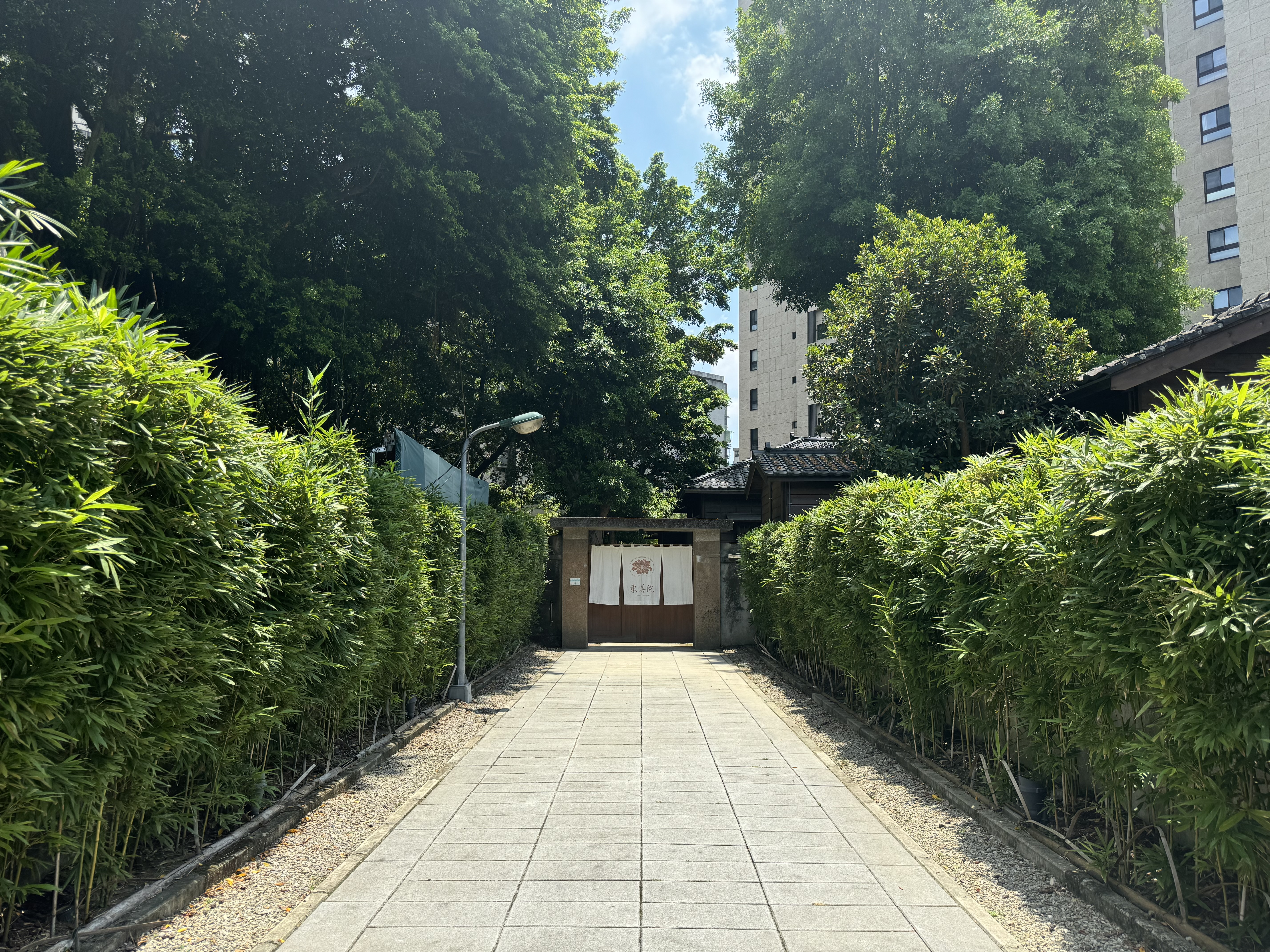
方東美寓所入口

日治時期，位於城南的古亭町緊鄰台北城內，成為日本文教人員主要聚集地。牯嶺街60巷2號到6號的是建於1929年的高等官舍群，包括清水磚、石階、洗石子牆基、地磚舖面、檜木梁柱所用建材精緻。其中位於無尾巷的牯嶺街60巷4號是1948年方東美來台接任國立臺灣大學哲學系教授居所，占地約40坪。進入後右邊是臥室、餐廳等，中間是書房。格局與6號的建築形式相同，皆有一間接待客人的西式房間。
曾多次拜訪過此寓所的學生莊信正回憶，每次都是方教授女兒方天心開門，方教授自己送客，顯然是成規。方東美因其在新儒學體系思想的成就被受推崇，包括李煥、蔣經國都來此請益。據方東美妻子高芙初回憶，丈夫多半將教書的錢花在購書上，連房子破漏時的整修費都挪用，甚至到方東美自嘲買書是「做壞事」。1960年到1970年代是牯嶺街舊書攤最繁榮的時期，像是松林書局等舊書攤遍及牯嶺街、廈門街及福州街的中間一帶。熟人就經常可看到方東美在舊書攤留連忘返，碰到好的絕版書，方東美甚至會樂得叫起來。
1973年方東美從臺灣大學退休後就常去美國各地巡迴講學，直到1977年因重病於台北郵政醫院逝世。方東美該年7月去世後，9月31日，高芙初將屋內方東美收藏的八千多本書全贈與逸仙圖書館。高芙初繼續住到1991年離世為止，其後寓所閒置多年。

## 獲得活化

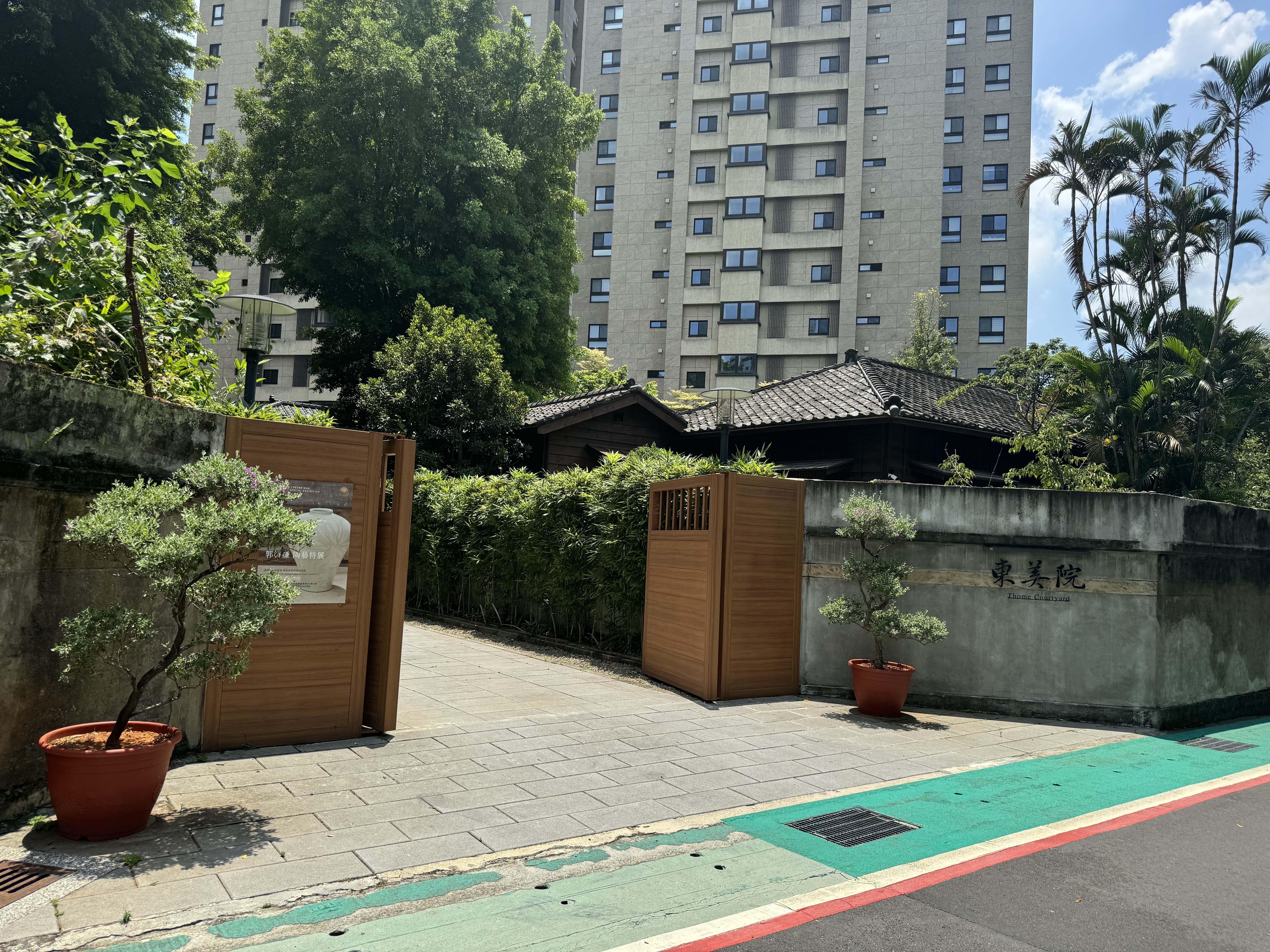
方東美寓所與劉南溟寓所，後方為力麒建設建案

2004年10月22日，國立台灣科技大學建築系教授王惠君勘查，將方東美寓所判定該棟屬於歷史建築。2007年3月21日，台北市市政會議通過審核。同月27日，台北市政府依據《文化資產保存法》公告將方東美寓所登錄為歷史建築。次月13日，力麒建設以總價新台幣27.89億元、每坪291．2萬元，標下牯嶺街周鄰地區近1000坪建地。
方東美故居已久無人居而白蟻為患，修復困難。國立臺灣大學無力出資修復，改以ROT（Rehabilitate-Operate-Transfer）方式，將方東美寓所與隔壁劉南溟寓所交由民間整建並代為營運，直到期滿後營運權再歸還校方。力麒建設在興建豪宅時，董事長郭淑珍擔心附近荒廢建築會影響銷售，便願意接手修繕。由集團旗下至美國際企業投入新台幣4,000餘萬元進行修復。修繕後還原日式格局，並4號與6號寓所之間的圍牆打除，空地設計成枯山水庭園。2022年11月16日，以「東美院」之名開幕。方東美寓所部分作為器皿藝廊、飲茶空間活化。12月7日，台北市政府文化局前往方東美寓所、牯嶺街高等官舍群、及即將竣工的前南菜園日式宿舍」會勘，以對資產活化利用及公共性等提出建議。

## 外部連結
- 東美院的Facebook專頁
- 官方网站